# 有声両唇破擦音
有声両唇破擦音（ゆうせい りょうしん はさつおん）は、子音の種類の一つ。下唇と上唇で閉鎖を作り、開放すると同時に隙間から生じる息の摩擦を伴う音。国際音声記号では[b͡β]と表記される。

## 特徴
- 気流の起こし手 - 肺臓気流機構によって生じる呼気。
- 発声 - 声帯の振動を伴わない有声音。
- 調音
  - 調音部位 下唇と上唇による両唇音。
  - 調音方法
    - 口腔内の気流 - 舌の中央を気流が通る中線音。
    - 調音器官の接近度 - 調音部位で完全な閉鎖をつくったあと、呼気を伴いながら閉鎖をゆっくりと開放することにより隙間で起こる摩擦を伴う破裂音（破擦音）。
    - 口蓋帆の位置 - 口蓋帆を持ち上げて鼻腔への通路を塞いだ口音。

## 言語例
- シピボ語：boko [ˈb͡βo̽ko̽] 「小腸」/β/の可能な異音。